# Algorithme Carvalho et Roucairol
L'Algorithme Carvalho et Roucairol  est un algorithme d'exclusion mutuelle sur un système distribué.
Il est une amélioration possible de l'algorithme de Ricart et Agrawala.

## Principe de l’algorithme
Il est identique à l'algorithme de Ricart et Agrawala. Il a été optimisé sur un point : une fois qu'un site a reçu un message de réponse à partir d'un autre site, le premier site peut entrer en section critique sans avoir reçu la permission de l'autre jusqu'à ce qu'il ait envoyé un message de réponse à l'autre.

## Source
Source : 
```
R
 
=
 
{
j
 
\
in
 
V
  
tel
 
que
 
i
 
ne
 
possede
 
pas
 
perm
(
i
;
 
j
)}

etat
 
=
  
S
 
E
,
 
SC
,
 
S
 
etat
 
du
 
site
 
i

h
  
=
 
0
 
entier
 
date
 
des
 
demandes

last
 
=
  
0
 
entier
 
date
 
de
 
la
 
derniere
 
demande

differe
  
=
  
ensemble
 
de
 
sites
 
qui
 
retardent
 
l
 
envoi
 
d
 
une
 
permission

priorite
  
=
 
faux
 
booleen
 
si
 
i
 
prioritaire
 
ou
 
non

```

<Demande d'entrée en section critique>
```
etat
  
=
 
E

last
 
=
  
h
 
+
 
1

for
 
all
 
j
 
in
 
Rj
 
do

  
Envoi
 
msg
(
dem
(
lasti
,
 
i
)
 
a
 
j

end
 
for

while
 
R
 
!=
 
<
ensemble
 
vide
>
 
do

  
Reception
 
msg
(
perm
(
i
,
 
j
))
 
de
 
j

  
R
 
=
 
R
 
j

end
 
while

etat
 
=
  
SC

Sortie

etat
 
=
  
S

for
 
all
 
j
 
dans
 
differe
 
do

  
Envoi
 
msg
(
perm
(
i
,
 
j
))
 
a
 
j

end
 
for

R
  
=
 
differe

Reception
 
de
 
msg
(
dem
,
 
(
h
'
,
 
j
))
 
de
 
j

h
 
=
  
max
(
hi
,
 
h
'
)

priorite
 
(
etat
 
=
 
SC
)
<
math
>
 
\
bigwee
 
</
math
>
[(
etat
 
=
 
E
)
 
\
bigwedge
 
(
last
;
 
i
)
 
<
 
(
h0
;
 
i
)]

if
 
priorite
 
then

  
differe
   
differe
 
[
 
j

else

  
Envoi
 
msg
(
perm
(
i
;
 
j
))
 
a
 
j

  
R
   
R
 
[
 
j

  
if
 
etat
 
=
 
E
 
then

    
Envoi
 
msg
(
dem
,
 
(
last
,
 
i
))
 
a
 
j

  
end
 
if

end
 
if

```